# Cegielnia-Markowicze
Cegielnia-Markowicze – osada w Polsce położona w województwie lubelskim, w powiecie biłgorajskim, w gminie Księżpol.
W latach 1975–1998 miejscowość administracyjnie należała do województwa zamojskiego.
Wierni Kościoła rzymskokatolickiego należą do parafii Świętych Apostołów Piotra i Pawła w Starym Majdanie.